# Písečná válka
Písečná válka (arabsky: حَرْبُ الرِّمَال, Ḥarb ar-Rimāl) byl hraniční konflikt mezi Alžírskem a Marokem, který probíhal od 25. září do 30. října 1963, ačkoli formální mírová smlouva byla podepsána až 20. února 1964. Vyplýval převážně z nároku marocké vlády na části alžírských provincií Tindúf a Béchar. Písečná válka vedla ke zvýšenému napětí mezi oběma zeměmi po několik desetiletí.
Plnohodnotná konfrontace začala 25. září 1963, když marocké síly obsadily pohraniční sídla Hassi Beida a Tindžúb a zahájily tak bitvu s alžírskými silami o kontrolu nad těmito sídly. Na severu Alžírsko otevřelo frontu u Ichu, zatímco Maroko zahájilo ofenzívu směrem k Tindúfu na jihu. Do Alžírska dorazily kubánské jednotky, aby se připravily na ofenzívu do východního Maroka, což přimělo Maroko připravit se na druhou ofenzívu směrem k Tindúfu. Oba útoky však byly pozastaveny a 30. října 1963 bylo oficiálně vyhlášeno příměří. Toto příměří znamenalo první mnohonárodní mírovou misi vedenou Organizací africké jednoty. Formální mírová smlouva byla nakonec podepsána 20. února 1964.

Hranice mezi Marokem a Alžírskem v roce 1963